# Brigitte Houssou
Brigitte Houssou, née en 1980, est une restauratrice béninoise qui a ouvert le premier restaurant gastronomique africain en France.

## Biographie

### Enfance et formations
Brigitte Houssou est née en 1980[réf. nécessaire]. Elle a quatre frères et la fratrie est initiée au monde des affaires par leurs parents depuis leurs plus jeunes âges.

### Carrière
Brigitte, avec ses quatre frères, lance en 2017 le restaurant Villa Massai à Paris,. 
Elle est considérée comme femme d'influence au Bénin et en France,. Son concept de restauration, jugé en essor, est cité dans la presse en France,. 